# Каронте (Фрозиноне)
Каронте је насеље у Италији у округу Фрозиноне, региону Лацио.
Према процени из 2011. у насељу је живело 29 становника. Насеље се налази на надморској висини од 378 м.